# Obchodní loď

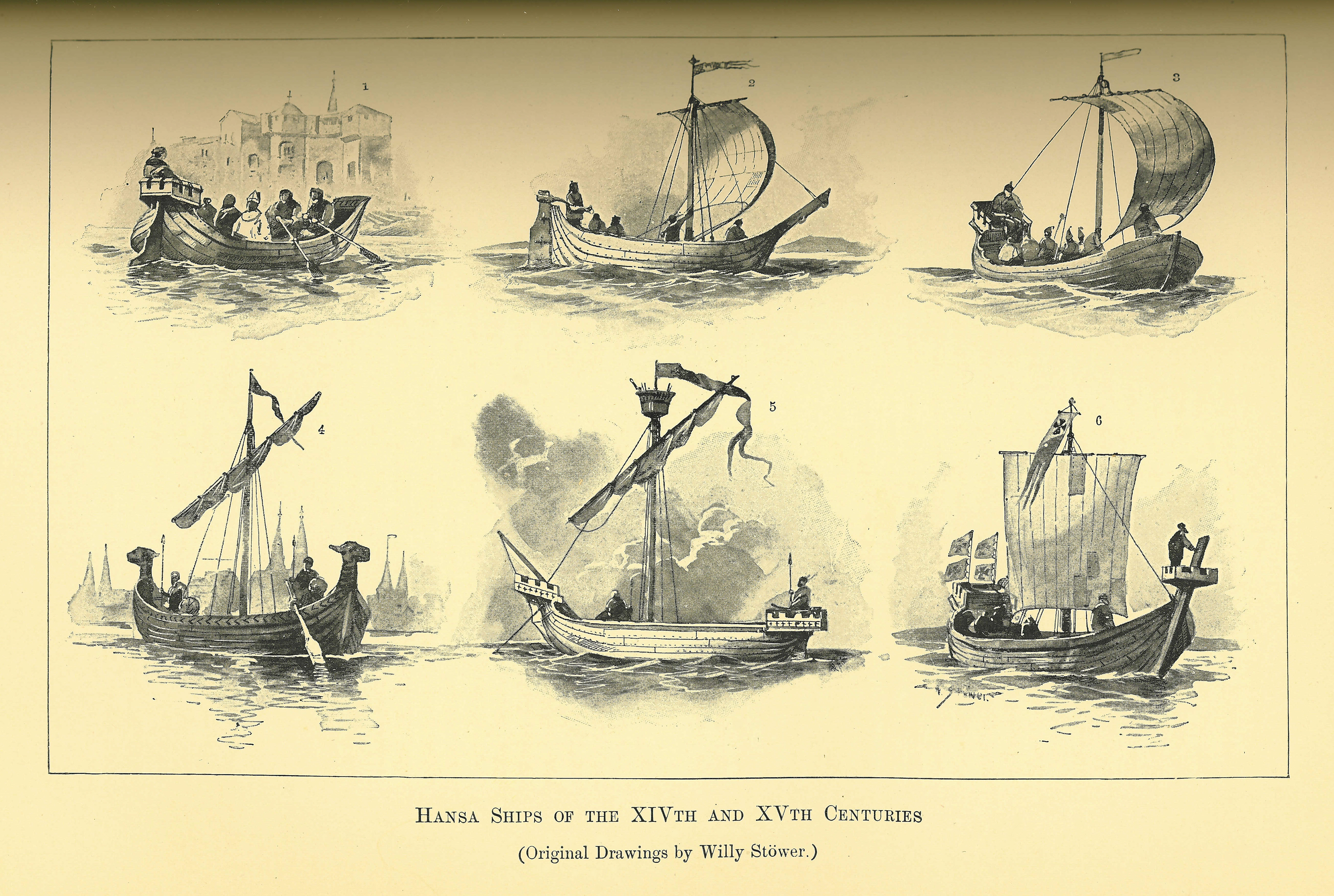
Obchodní lodě Hanzovních měst (1. a 3. Köln, 2. Wismar, 4. Lübeck, 5. Danzig, 6. Elbing)

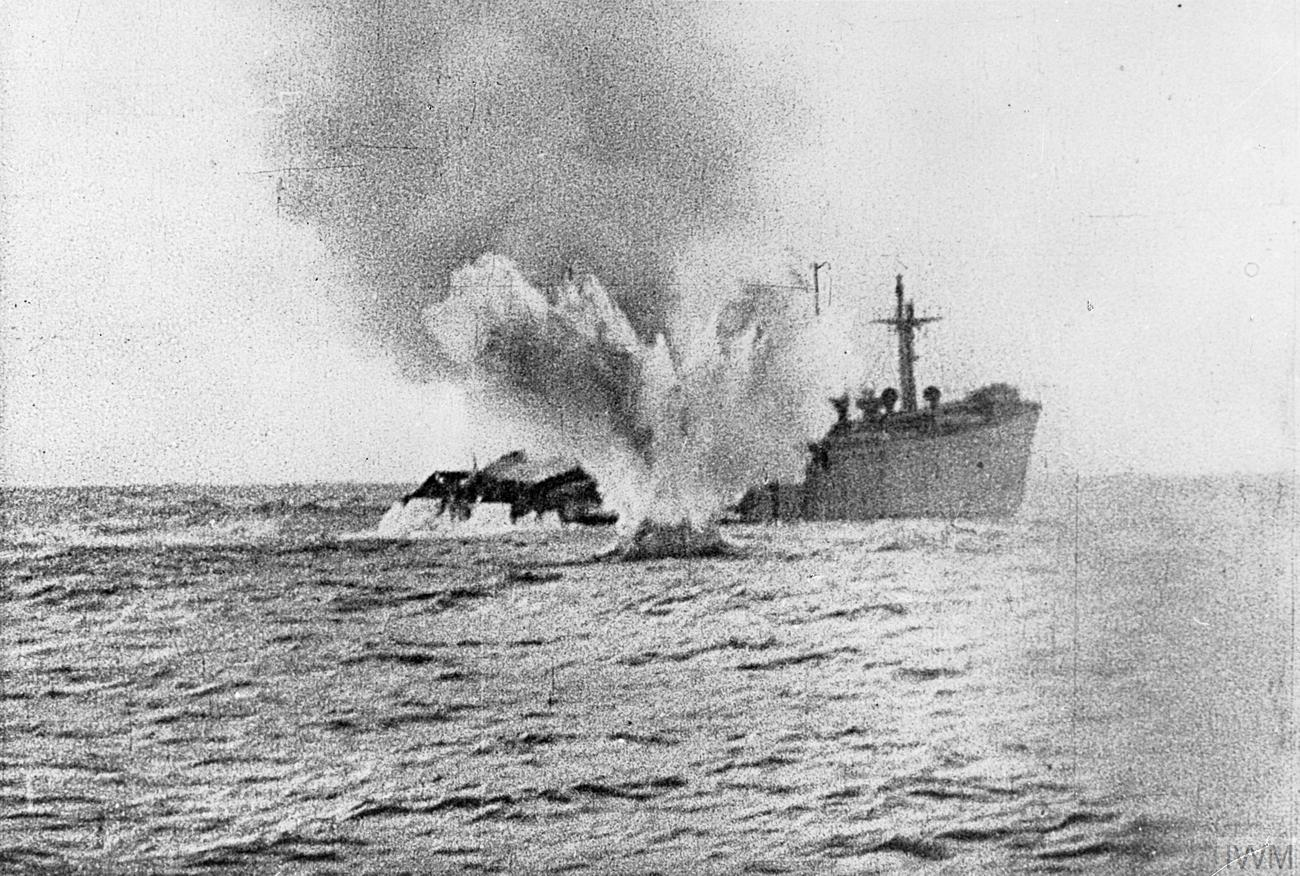
Obchodní loď, zasažená torpédem německé ponorky.

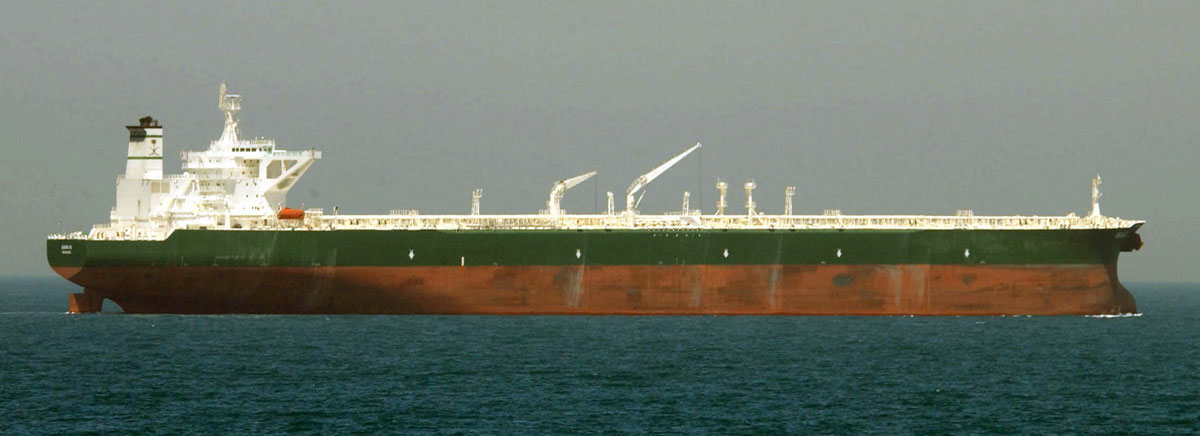
Supertanker AbQaiq

Obchodní loď je loď sloužící k přepravě nákladu, v některých případech i k omezené přepravě osob. Během válek obchodní lodě obvykle pomáhají námořnictvům svých zemí a často dopravují vojáky a válečný materiál (lodní konvoje přes Atlantský oceán dopravující z USA válečný materiál do Velké Británie nebo do Sovětského svazu).
Obchodní lodě se dělí do různých kategorií podle velikosti, účelu a podle režimu plavby na pobřežní, linkové a trampové.
Většina států vlastní svou obchodní flotilu. Vzhledem k vysokým provozním nákladům ale mnohé z nich plují pod vlajkou třetích zemí, které mají nízké daně či poskytují posádky a údržbu. Patří k nim Libérie a Panama.
Největší obchodní flotilu vlastní Řekové. K roku 2007 tvořily řecké lodě 16 % světové obchodní tonáže.

## Lodě pro suchý náklad
Dopravní loď je jakékoliv plavidlo, dopravující zboží, nebo materiál. Po světových mořích plují tisíce dopravních lodí a zajišťují podstatnou část mezinárodního obchodu. Nákladní lodě se obvykle dělí dle typu nákladu, bývají vybaveny jeřáby a dalšími nástroji pro nakládku a vykládku jejich nákladu.
Dvě hlavní kategorie tvoří lodě pro přepravu sypkých materiálů (uhlí, rudu, obiloviny apod.) a kontejnerové lodě, které slouží pro přepravu zboží v kontejnerech.

## Tankery
Tanker je obchodní loď, která ve svém trupu přepravuje tekutý náklad. Nejčastěji přepravují ropu, olej či zkapalněný plyn, ale mohou přepravovat i potraviny, například víno či rostlinné oleje. Někdy přepravují i vodu. Tankery v současnosti představují přibližně třetinu celkové tonáže všech obchodních lodí.
Tankery mohou být všech velikostí od výtlaku několika stovek tun až po několik stovek tisíc tun u tankerů pro dálkovou dopravu. Tankery přepravující různé náklady k tomu jsou speciálně konstruovány. Ropný tanker se velmi liší od poměrně vzácného typu tankeru na přepravu plynu.
Největší ropné tankery jsou nazývány supertankery, které obvykle dopravují ropu z Blízkého východu trasou kolem mysu Horn, jelikož se nevejdou do Suezského průplavu. Tanker Knock Nevis je v současnosti největším plavidlem na světě.
Kromě ropovodů jsou tankery jediným dalším způsobem, jak přepravovat velká množství ropy. Při nehodách však tankery působí ropné skvrny z jejich nákladu značné škody na přírodě a životním prostředí. Nejznámějšími případy nehod ropných tankerů jsou tankery Exxon Valdez, Braer, Prestige, Torrey Canyon a Erika.

## Historické typy obchodních lodí
- Galeona / Manilská galeona
- Bark
- Hulk
- Karaka
- Knarr
- Koga